# Ričica
Ričica este o arie protejată (sit de importanță comunitară — SCI) din Croația întinsă pe o suprafață de 177,26 ha, integral pe uscat.

## Localizare
Centrul sitului Ričica este situat la coordonatele 44°20′56″N 15°44′06″E / 44.349°N 15.735°E.

## Înființare
Situl Ričica a fost declarat sit de importanță comunitară în iulie 2013 pentru a proteja 3 specii de animale.

## Biodiversitate
Situată în ecoregiunea alpină, aria protejată conține 2 habitate naturale: Lacuri eutrofice naturale cu vegetație de tip Magnopotamion sau Hydrocharition, Cursuri de apă de la nivel de câmpie la nivel montan, cu vegetație Ranunculion fluitantis și Callitricho-Batrachion.
La baza desemnării sitului se află mai multe specii protejate:
- mamifere (1): vidră de râu (Lutra lutra)
- nevertebrate (1): Unio crassus
- pești (1): Phoxinellus spp.